# Burla
Burla là một thị xã và là nơi đặt ủy ban khu vực quy hoạch (notified area committee) của quận Sambalpur thuộc bang Orissa, Ấn Độ.

## Địa lý
Burla có vị trí 21°30′B 83°52′Đ / 21,5°B 83,87°Đ Nó có độ cao trung bình là 173 mét (567 foot).

## Nhân khẩu
Theo điều tra dân số năm 2001 của Ấn Độ, Burla có dân số 39.188 người. Phái nam chiếm 52% tổng số dân và phái nữ chiếm 48%. Burla có tỷ lệ 74% biết đọc biết viết, cao hơn tỷ lệ trung bình toàn quốc là 59,5%: tỷ lệ cho phái nam là 81%, và tỷ lệ cho phái nữ là 66%. Tại Burla, 11% dân số nhỏ hơn 6 tuổi.